# Johnkoivulaïta
La johnkoivulaïta és un mineral de la classe dels silicats que pertany al grup del beril. Rep el nom en honor de John Ilmarii Koivula (n. 1949, Spokane, Washington, EUA), investigador del GIA (Gemological Institute of America), per les seves nombroses contribucions a la recerca de pedres precioses, especialment a les inclusions en pedres precioses, i a la fotomicrografia. Va ser coautor dels tres volums de Photoatles of Inclusions in Gemstones i del llibre The Microworld of Diamonds.

## Característiques
La johnkoivulaïta és un ciclosilicat de fórmula química Cs[Be₂B]Mg₂Si₆O₁₈. Va ser aprovada com a espècie vàlida per l'Associació Mineralògica Internacional l'any 2019 sent publicada per primera vegada el 2021. Cristal·litza en el sistema hexagonal. La seva duresa a l'escala de Mohs és 7,5.
L'exemplar que va servir per a determinar l'espècie, el que es coneix com a material tipus, es troba conservat a les col·leccions mineralògiques del museu gemmològic de l'Instutut Gemmològic d'Amèrica, a Carlsbad, Califòrnia, amb el número de catàleg: 41653.

## Formació i jaciments
Va ser descoberta a Pein-Pyit, dins el municipi de Mogok, al districte de Pyin-Oo-Lwin (Regió de Mandalay, Myanmar), on es va trobar un únic cristall de forma irregular, de mides 5,8×5,7×5,5 mm, amb patrons de creixement geomètrics observables. Aquest indret és l'únic a tot el planeta on ha estat descrita aquesta espècie mineral.